# Derby di Valencia
Il Derby di Valencia indica la partita di calcio giocata tra Valencia e Levante. È altresì noto come derbi de la ciudad de Valencia o derbi del Turia. La rivalità tra le due compagini di Valencia risale al 1920, quando ci fu il primo incontro valido per il Campeonato Regional de Valencia. Questo derby è stato disputato poche volte in Primera División poiché il Levante ha partecipato a sole tredici stagioni in massima serie, a fronte delle 84 del Valencia. In Coppa del Re le squadre si sono affrontate tre volte (1985, 1999 e 2012), mentre le edizioni del 1928 e del 1935 hanno visto partecipare il Levante FC (che successivamente si sarebbe fuso con il Gimnástico de Valencia, dando vita all'attuale Levante UD). Il Levante, da quando ha assunto la nuova denominazione, non ha mai vinto in partite ufficiali al Mestalla. L'ultima vittoria da ospite si è registrata nel 1995, quando la compagine militava in Segunda División B, in occasione di un torneo amichevole chiamato Ciudad de Valencia. Non si è mai verificato che una delle due squadre vincesse in campionato sia il derby di andata che quello di ritorno nella stessa stagione.

## Storico incontri

### La Liga
| Nº | Data       | Competizione               | Squadra in casa | Risultato | Squadra in trasferta | Marcatori Levante             | Marcatori Valencia                |
| -- | ---------- | -------------------------- | --------------- | --------- | -------------------- | ----------------------------- | --------------------------------- |
| 1  | 28/09/1963 | Primera División 1963-1964 | Valencia        | 5 – 3     | Levante              | Torrents, Wanderley, Camarasa | Guillot (3), Suco, Roberto Gil    |
| 2  | 26/01/1964 | Primera División 1963-1964 | Levante         | 1 – 0     | Valencia             | Domínguez                     |                                   |
| 3  | 19/09/1964 | Primera División 1964-1965 | Valencia        | 2 – 0     | Levante              |                               | Paquito, Héctor Núñez             |
| 4  | 10/01/1965 | Primera División 1964-1965 | Levante         | 2 – 1     | Valencia             | Domínguez, Rivera             | Waldo                             |
| 5  | 08/01/2005 | Primera División 2004-2005 | Valencia        | 2 – 1     | Levante              | Congo                         | Baraja, Mista                     |
| 6  | 22/05/2005 | Primera División 2004-2005 | Levante         | 0 – 0     | Valencia             |                               |                                   |
| 7  | 13/01/2007 | Primera División 2006-2007 | Valencia        | 3 – 0     | Levante              |                               | Hugo Viana, Morientes, Ayala      |
| 8  | 09/06/2007 | Primera División 2006-2007 | Levante         | 4 – 2     | Valencia             | Riga (2), Salva, Courtois     | Joaquín, Baraja                   |
| 9  | 06/01/2008 | Primera División 2007-2008 | Valencia        | 0 – 0     | Levante              |                               |                                   |
| 10 | 11/05/2008 | Primera División 2007-2008 | Levante         | 1 – 5     | Valencia             | José Serrano                  | Villa (3), Mata, Angulo           |
| 11 | 09/01/2011 | Primera División 2010-2011 | Levante         | 0 – 1     | Valencia             |                               | Mata                              |
| 12 | 15/05/2011 | Primera División 2010-2011 | Valencia        | 0 – 0     | Levante              |                               |                                   |
| 13 | 05/11/2011 | Primera División 2011-2012 | Levante         | 0 – 2     | Valencia             |                               | Javi Venta (aut.), Tino Costa     |
| 14 | 01/04/2012 | Primera División 2011-2012 | Valencia        | 1 – 1     | Levante              | Koné                          | Jonas                             |
| 15 | 07/10/2012 | Primera División 2012-2013 | Levante         | 1 – 0     | Valencia             | Martins                       |                                   |
| 16 | 02/03/2013 | Primera División 2012-2013 | Valencia        | 2 – 2     | Levante              | Iborra, Barkero               | Jonas, Soldado                    |
| 17 | 04/01/2014 | Primera División 2013-2014 | Valencia        | 2 – 0     | Levante              |                               | Piatti, Feghouli                  |
| 18 | 10/05/2014 | Primera División 2013-2014 | Levante         | 2 – 0     | Valencia             | Ángel, Ivanschitz             |                                   |
| 19 | 23/11/2014 | Primera División 2014-2015 | Levante         | 2 – 1     | Valencia             | Casadesús, Morales            | Parejo                            |
| 20 | 13/04/2015 | Primera División 2014-2015 | Valencia        | 3 – 0     | Levante              |                               | Alcácer, Feghouli, Negredo        |
| 21 | 31/10/2015 | Primera División 2015-2016 | Valencia        | 3 – 0     | Levante              |                               | Alcácer, Feghouli, Bakkali        |
| 22 | 13/03/2016 | Primera División 2015-2016 | Levante         | 1 – 0     | Valencia             | Rossi                         |                                   |
| 23 | 16/09/2017 | Primera División 2017-2018 | Levante         | 1 – 1     | Valencia             | Bardhi                        | Rodrigo                           |
| 24 | 11/02/2018 | Primera División 2017-2018 | Valencia        | 3 – 1     | Levante              | Postigo                       | Santi Mina, Vietto, Parejo        |
| 25 | 02/09/2018 | Primera División 2018-2019 | Levante         | 2 – 2     | Valencia             | Roger (2)                     | Cheryshev, Parejo                 |
| 26 | 14/04/2019 | Primera División 2018-2019 | Valencia        | 3 – 1     | Levante              | Soler (aut.)                  | Santi Mina (2), Guedes            |
| 27 | 07/12/2019 | Primera División 2019-2020 | Levante         | 2 – 4     | Valencia             | Roger (2)                     | Roger (aut.), Gameiro (2), Torres |
| 28 | 12/06/2020 | Primera División 2019-2020 | Valencia        | 1 – 1     | Levante              | Melero                        | Rodrigo                           |
| 29 | 13/09/2020 | Primera División 2020-2021 | Valencia        | 4 – 2     | Levante              | Morales (2)                   | Gabriel, Gómez, Vallejo (2)       |
| 30 | 12/03/2021 | Primera División 2020-2021 | Levante         | 1 – 0     | Valencia             | Roger                         |                                   |
| 31 | 20/12/2021 | Primera División 2021-2022 | Levante         | 3 – 4     | Valencia             | Campaña, Roger, Bardhi        | Guedes (2), Soler (2)             |
| 32 | 30/04/2022 | Primera División 2021-2022 | Valencia        | 1 – 1     | Levante              | Duarte                        | Duro                              |

### Coppa del Re
| Nº | Data       | Competizione           | Squadra in casa | Risultato | Squadra in trasferta | Marcatori Levante | Marcatori Valencia                 |
| -- | ---------- | ---------------------- | --------------- | --------- | -------------------- | ----------------- | ---------------------------------- |
| 1  | 07/11/1984 | Coppa del Re 1984-1985 | Levante         | 1 – 4     | Valencia             | Claudio           | Subirats, Fernando, Palonés        |
| 2  | 28/11/1984 | Coppa del Re 1984-1985 | Valencia        | 2 – 1     | Levante              | Bernabéu          | Sixto, Fernando                    |
| 3  | 20/01/1999 | Coppa del Re 1998-1999 | Levante         | 0 – 3     | Valencia             |                   | Rubén Navarro (2), Mendieta        |
| 4  | 03/02/1999 | Coppa del Re 1998-1999 | Valencia        | 1 – 0     | Levante              |                   | Angloma                            |
| 5  | 19/01/2012 | Coppa del Re 2011-2012 | Valencia        | 4 – 1     | Levante              | Koné              | Jonas, Soldado, Piatti, Tino Costa |
| 6  | 26/01/2012 | Coppa del Re 2011-2012 | Levante         | 0 – 3     | Valencia             |                   | Aduriz, Piatti (2)                 |

## Statistiche
| Torneo           | Partite | Vittorie del Valencia | Pareggi | Vittorie del Levante | Gol del Valencia | Gol del Levante |
| ---------------- | ------- | --------------------- | ------- | -------------------- | ---------------- | --------------- |
| Primera División | 32      | 15                    | 9       | 8                    | 59               | 35              |
| Copa del Rey     | 6       | 6                     | 0       | 0                    | 17               | 3               |
| Totale           | 38      | 21                    | 9       | 8                    | 76               | 38              |

## Tabella comparativa dei due club
| Assunto                                  | Levante           | Valencia          |
| ---------------------------------------- | ----------------- | ----------------- |
| Anno di fondazione del club              | 1909              | 1919              |
| Capacità dello stadio                    | 25 354 spettatori | 55 000 spettatori |
| Nº di stagioni in Primera División       | 13                | 84                |
| Miglior posizione in Primera División    | 6º                | 1º (sei volte)    |
| Partecipazioni alle competizioni europee | 1                 | 43                |
| Nº di titoli nazionale e internazionali  | 0                 | 21 (14+7)         |

## Calcio femminile
Nell'aprile del 2017 le squadre femminili di Valencia e Levante si sono affrontate in un incontro di campionato al Mestalla davanti a 17 000 spettatori. Il Valencia si è imposto 6-0.